# Condado de Gorzów
Nota linguística: Não confundir hrabstwo (condado) com powiat (divisão administrativa)..
Gorzów (polaco: powiat gorzowski) é um powiat (condado) da Polónia, na voivodia de Lubúsquia. A sede é a cidade de Gorzów Wielkopolski. Estende-se por uma área de 1213,32 km², com 64 981 habitantes, segundo os censos de 2005, com uma densidade 53,56 hab/km².

## Divisões admistrativas
O condado possui:
Comunas urbanas: Kostrzyn nad Odrą
Comunas urbana-rurais: Witnica
Comunas rurais: Bogdaniec, Deszczno, Kłodawa, Lubiszyn, Santok
Cidades: Kostrzyn nad Odrą, Witnica

## Demografia
População (dados de 30 de Junho de 2005):
|          | Total   | Total | Mulheres | Mulheres | Homens  | Homens |
| -------- | ------- | ----- | -------- | -------- | ------- | ------ |
|          | pessoas | %     | pessoas  | %        | pessoas | %      |
| Total    | 64 981  | 100   | 32 929   | 50,7     | 32 052  | 49,3   |
| Cidades  | 24 531  | 100   | 12 599   | 51,4     | 11 932  | 48,6   |
| Povoados | 40 450  | 100   | 20 330   | 50,3     | 20 120  | 49,7   |